# Allan Heine
Allan Heine (født 13. januar 1980) er en dansk håndboldtræner og nuværende assistenttræner for FTC Rail Cargo Hungaria (kvinder). Han har tidligere været træner for Nantes Atlantique Handball, Viborg HK, Ringkøbing Håndbold, Aalborg DH, samt været cheftræner for Danmarks B-landshold.